# Мельгуновка (Приморский край)
Мельгуновка — село в Ханкайском районе Приморского края России.
Входит в Камень-Рыболовское сельское поселение. 

## География
Село располагается на левом берегу реки Мельгуновка при впадении в неё реки Молоканка.

## История
Бурное строительство села началось в 1920 году. К этому времени в селе уже было 70 дворов. События гражданской войны обошли село стороной. До 1929 года крестьяне жили единолично, а конце 1930 года приступили к организации колхоза. В это время часть зажиточных крестьян села вынуждена была бросить свои дома и имущество были вынуждены бежать в Хабаровск и Владивосток, чтобы избежать раскулачивания и ссылки. В 1931 году появился первый трактор. Колхоз постоянно был отстающим: низкие урожаи, плохая трудовая дисциплина, постоянная сменяемость председателей, которые в основном были приезжие, но к 1940 году колхоз перешёл из отстающих в передовые.
С началом Великой Отечественной войны колхоз держался только на рисе. Колхозники работали день и ночь: женщины, старики, дети. Пятеро жителей села были награждены медалями «За доблестный труд в Великой Отечественной войне 1941—1945 гг.» Около 30 человек отправились на фронт, но вернулись только трое. В селе стоит памятник погибшим односельчанам.
После войны колхоз был опять отстающим. С 1956 года до середины 60-х годов рис не выращивали, а сажали картофель, овощи, сеяли зерновые. Коренные преобразования начались после майского Пленума ЦК КПСС 1966 года, принявшего грандиозную программу мелиоративного строительства. Строительство агропромышленного комплекса в совхозе «Мельгуновский» было объявлено Всесоюзной комсомольской ударной стройкой. 1 февраля 1967 года на карте района появился новый рисоводческий совхоз «Мельгуновский».
В годы перестройки совхоз пережил экономический кризис; в середине 2000-х годов инвесторы — предприниматели из Южной Кореи — профинансировали восстановление рисовых систем и сеяли рис, получая неплохой урожай.
До реформы 2015 года входило в Новоселищенское сельское поселение.

## Население
| 2002 | 2005 | 2010 |
| ---- | ---- | ---- |
| 989  | ↘988 | ↘790 |

## Инфраструктура
На территории села находится районный дом престарелых, сельсовет, ООО «Агро — Дэсун Ханка», средняя школа, почта, библиотека, фельдшерско-акушерский пункт, детский сад, несколько магазинов.

## Транспорт
Просёлочные дороги. 